# Golden Meadow
Golden Meadow é uma cidade  localizada no estado americano de Luisiana, na Paróquia de Lafourche.

## Demografia
Segundo o censo americano de 2000, a sua população era de 2193 habitantes.
Em 2006, foi estimada uma população de 2166, um decréscimo de 27 (-1.2%).

## Geografia
De acordo com o United States Census Bureau tem uma área de
7,5 km², dos quais 6,3 km² cobertos por terra e 1,2 km² cobertos por água. Golden Meadow localiza-se a aproximadamente 1 m acima do nível do mar.

## Localidades na vizinhança
O diagrama seguinte representa as localidades num raio de 32 km ao redor de Golden Meadow.